# Nongqiao
Nongqiao (kinesiska: 浓桥, 浓桥镇) är en köping i Kina. Den ligger i provinsen Heilongjiang, i den nordöstra delen av landet, omkring 640 kilometer nordost om provinshuvudstaden Harbin. Antalet invånare är 10 065. Befolkningen består av 4 358 kvinnor och 5 707 män. Barn under 15 år utgör 14,0 %, vuxna 15-64 år 81 %, och äldre över 65 år 3,0 %.
Genomsnittlig årsnederbörd är 897 millimeter. Den regnigaste månaden är juli, med i genomsnitt 193 mm nederbörd, och den torraste är januari, med 14 mm nederbörd.